# Microcharops brasiliensis
Microcharops brasiliensis är en stekelart som först beskrevs av Szepligeti 1906.  Microcharops brasiliensis ingår i släktet Microcharops och familjen brokparasitsteklar. Inga underarter finns listade i Catalogue of Life.